# Hiroaki Yoshida
 (juillet 2018).
Si vous disposez d'ouvrages ou d'articles de référence ou si vous connaissez des sites web de qualité traitant du thème abordé ici, merci de compléter l'article en donnant les références utiles à sa vérifiabilité et en les liant à la section « Notes et références ».
Hiroaki Yoshida, né le 28 novembre 1962, est un compositeur de musiques de jeux vidéo.

## Carrière
Dans sa jeunesse, il a intégré une école Yamaha, où il a appris les fondamentaux de la musique électronique. Son instrument de prédilection est la guitare. Affectionnant particulièrement le rock (Kiss, Queen), il s'intéresse aussi un peu plus tard au jazz.
Après ses études, Hiroaki Yoshida passe des entretiens à Data East, et finit par entrer. Il change à plusieurs reprises de services au sein de l'entreprise (passant de la conception au codage), avant de rejoindre la section sonore dans les années 1980. À partir de là, il a cocomposé les musiques de différents jeux, tels que Dragon Gun, Nitro Ball, ou Fighter's History. Lui a été aussi confié le réarrangement du fameux thème de Ken de Street Fighter II, dans le cadre du Street Fighter Tribute Album.